# Озолс, Дайнис
Дайнис Озолс (латыш. Dainis Ozols, род. 11 сентября 1966 года в Смилтене) — советский и латвийский велогонщик, бронзовый призёр Олимпийских игр 1992 года. Кавалер ордена Трёх звёзд (2018).
Дайнис Озолс завоевал бронзовую медаль в групповой гонке на 194 км на Олимпийских играх 1992 года, уступив на финише итальянцу Фабио Казартелли и голландцу Эрику Деккеру.
Участвовал также в Олимпийских играх 1996 и 2000 годов.